# M11 (Oekraïne)
De M11 is een autoweg in het westen van Oekraïne. De weg verbindt Lviv met Polen, en is een alternatief voor de 15 tot 20 kilometer noordelijker gelegen M10, welke dezelfde verbinding geeft. De weg loopt naar de Poolse stad Przemyśl, doorgaand verkeer richting Rzeszów en Krakau neemt de M10.
De M11 is 71.6 kilometer lang.

## Verloop
De weg begint in het centrum van Lviv, en kruist na 10 kilometer de ringweg van de stad. Via de kleine stadjes Horodok, Soedova Vysjnja en Mostyska loopt de weg naar de grensovergang bij Sjehyni, waar de weg overgaat in de Poolse DK28. De weg is enkelstrooks, en is onderdeel van de E40.
M01 ·
M02 ·
M03 ·
M04 ·
M05 ·
M06 ·
M07 ·
M08 ·
M09 ·
M10 ·
M11 ·
M12 ·
M13 ·
M14 ·
M15 ·
M16 ·
M17 ·
M18 ·
M19 ·
M20 ·
M21 ·
M22 ·
M23 ·
M24 ·
M25 ·
M26 ·
M27 ·
M28 ·
M29 ·
M30
N01 ·
N02 ·
N03 ·
N04 ·
N05 ·
N06 ·
N07 ·
N08 ·
N09 ·
N10 ·
N11 ·
N12 ·
N13 ·
N14 ·
N15 ·
N16 ·
N17 ·
N18 ·
N19 ·
N20 ·
N21 ·
N22 ·
N23 ·
N24 ·
N25 ·
N26 ·
N27 ·
N28 ·
N30 ·
N31 ·
N32 ·
N33